# Мірко Ерамо
Мірко Ерамо (італ. Mirko Eramo, нар. 12 липня 1989, Аккуавіва-делле-Фонті) — італійський футболіст, півзахисник клубу «Віртус Ентелла».

## Клубна кар'єра
Народився 12 липня 1989 року в місті Аккуавіва-делле-Фонті. Вихованець юнацької команди «Барі». Дебютував у першій команді в сезоні 2006-07 у Серії В під керівництвом Джузеппе Матерацці. У своєму першому сезоні Ерамо провів сім матчів. В кінці сезону на правах співвласності перейшов у «Сампдорію» з Серії А, проте весь наступний сезон грав лише у молодіжній команді, вигравши з «Сампою» молодіжний чемпіонат і Кубок Італії.
Влітку 2008 року «Сампдорія» вирішила відправити гравця в оренду до клубів нижчих дивізіонів: сезон 2008-09 він провів у «П'яченці» в Серії B, де зіграв 16 ігор, а у наступному сезоні грав у «Монці» з Лега Про Пріма Дівізіоне (32 матчів і 4 голи).
2010 року Мірко став повноцінним гравцем «Сампдорії» і перейшов на правах оренди в «Кротоне» з Серії В. Дебютував Мірко за клуб з Калабрії 18 вересня 2010 року в грі з «Албінолеффе» (1:1). 5 квітня 2011 року він забив свій перший гол за клуб в грі з «Асколі» (1:0). Всього ж у своєму першому сезоні за «россоблу» він провів 32 матч і забив 2 голи. Влітку 2011 року Ерамо залишився в «Кротоне», яка придбала його у сумісне володіння і в сезоні 2011-12 він зіграв 31 матч у Серії В, забивши ще 2 голи. Після цього сумісне володіння було продовжене ще на рік і у сезоні 2012–13 футболіст забив 7 голів в 40 іграх, видавши найкращий сезон своєї кар'єри.
18 червня 2013 року «Сампдорія» оголосила, що досягла угоди з «Кротоне» про вирішення співволодіння, яке не може тривати понад два роки, повернувши усі права на гравця собі. 17 серпня він дебютував за «Сампдорію» під керівництвом Деліо Россі, який випустив його з першої хвилини матчу Кубка Італії проти «Беневенто» (2:0), а 24 серпня дебютував у Серії А проти «Ювентуса». Проте закріпитись у команді Ерамо знову так і не зумів.
16 січня 2014 року Мірко перейшов на правах оренди в «Емполі», зігравши за клуб з Тоскани 14 ігор до кінця чемпіонату і допоміг їй вийти до Серії А. Проте футболіст не залишився у вищому дивізіоні і 13 серпня 2014 року відправився знову в оренду в Серію В в клуб «Тернана», де і провів весь наступний сезон.
27 липня 2015 року Ерамо втретє поспіль був відданий в оренду в клуб Серії В, на цей раз в «Трапані», де він дебютував 9 серпня у другому турі Кубка Італії в домашній грі проти «Комо» (1:0). З сицилійцями того сезону Ерамо вийшов в плей-оф, у фіналі якого його клуб програв «Пескарі» і не зміг вийти в серію А. Мірко ж зіграв в цілому 43 матчі, забивши 3 голи.
1 липня 2016 року Ерамо повернувся до «Сампдорії», але протягом трьох місяців, до початку зимового трансферного вікна, зіграв тільки два матчі: один в Серії А, де він зіграв тільки вісім хвилин матчу проти «Емполі» (1:0) в 1-му турі, а другий в чвертьфіналі Кубка Італії, де він відіграв всі 90 хвилин матчу проти «Кальярі» (3:0).
3 січня 2017 року Ерамо перейшов в «Беневенто» з Серії B, якому в першому ж сезоні допоміг виграти плей-оф та вперше в історії команди вийти до Серії А. Встиг відіграти за команду з Беневенто 14 матчів в національному чемпіонаті, після чого у вересні 2017 року перейшов до клубу «Віртус Ентелла», з командою якого за результатами сезону 2017/18 понизився у класі до третього італійського дивізіону.

## Виступи за збірні
Ерамо має два виступи в молодіжних командах збірної Італії. Перший він провів 4 квітня 2007 року у складі юнацької збірної до 18 років проти однолітків зі Словаччини (1:0), а другий 11 лютого 2009 року у складі молодіжної збірної до 20 років проти Австрії (1:2).

## Статистика виступів

### Статистика клубних виступів
Станом на 8 червня 2019 року
| Сезон                      | Команда                    | Чемпіонат                  | Чемпіонат | Чемпіонат | Національний кубок | Національний кубок | Національний кубок | Континентальні кубки | Континентальні кубки | Континентальні кубки | Інші змагання | Інші змагання | Інші змагання | Усього | Усього |
| Сезон                      | Команда                    | Ліга                       | Ігор      | Голів     | Ліга               | Ігор               | Голів              | Ліга                 | Ігор                 | Голів                | Ліга          | Ігор          | Голів         | Ігор   | Голів  |
| -------------------------- | -------------------------- | -------------------------- | --------- | --------- | ------------------ | ------------------ | ------------------ | -------------------- | -------------------- | -------------------- | ------------- | ------------- | ------------- | ------ | ------ |
| 2006–07                    | «Барі»                     | B                          | 7         | 1         | КІ                 | 0                  | 0                  |                      | -                    | -                    |               | -             | -             | 7      | 1      |
| 2007–08                    | «Сампдорія»                | A                          | 0         | 0         | КІ                 | 0                  | 0                  |                      | -                    | -                    |               | -             | -             | 0      | 0      |
| 2008–09                    | «П'яченца»                 | B                          | 16        | 0         | КІ                 | 0                  | 0                  |                      | -                    | -                    |               | -             | -             | 16     | 0      |
| 2009–10                    | «Монца»                    | ПД                         | 32        | 4         | КІ                 | 0                  | 0                  |                      | -                    | -                    |               | -             | -             | 32     | 4      |
| 2010–11                    | «Кротоне»                  | B                          | 32        | 2         | КІ                 | 1                  | 0                  |                      | -                    | -                    |               | -             | -             | 33     | 2      |
| 2011–12                    | «Кротоне»                  | B                          | 31        | 2         | КІ                 | 3                  | 0                  |                      | -                    | -                    |               | -             | -             | 34     | 2      |
| 2012–13                    | «Кротоне»                  | B                          | 40        | 7         | КІ                 | 2                  | 1                  |                      | -                    | -                    |               | -             | -             | 42     | 8      |
| Усього за «Кротоне»        | Усього за «Кротоне»        | Усього за «Кротоне»        | 103       | 11        |                    | 6                  | 1                  |                      |                      |                      |               |               |               | 109    | 12     |
| 2013–14                    | «Сампдорія»                | A                          | 1         | 0         | КІ                 | 2                  | 0                  |                      | -                    | -                    |               | -             | -             | 3      | 0      |
| 2013–14                    | «Емполі»                   | B                          | 14        | 0         |                    | -                  | -                  |                      | -                    | -                    |               | -             | -             | 14     | 0      |
| 2014–15                    | «Тернана»                  | B                          | 24        | 0         | КІ                 | 2                  | 0                  |                      | -                    | -                    |               | -             | -             | 26     | 0      |
| 2015–16                    | «Трапані»                  | B                          | 37+4      | 3+0       | КІ                 | 2                  | 0                  |                      | -                    | -                    |               | -             | -             | 43     | 1      |
| 2016–17                    | «Сампдорія»                | A                          | 1         | 0         | КІ                 | 1                  | 0                  | -                    | -                    | -                    | -             | -             | -             | 1      | 0      |
| Усього за «Сампдорію»      | Усього за «Сампдорію»      | Усього за «Сампдорію»      | 2         | 0         |                    | 3                  | 0                  |                      |                      |                      |               |               |               | 5      | 0      |
| 2016–17                    | «Беневенто»                | B                          | 14+5      | 0         | КІ                 | -                  | -                  | -                    | -                    | -                    | -             | -             | -             | 19     | 0      |
| серп. 2017                 | «Беневенто»                | A                          | 0         | 0         | КІ                 | 0                  | 0                  | -                    | -                    | -                    | -             | -             | -             | 0      | 0      |
| Усього за «Беневенто»      | Усього за «Беневенто»      | Усього за «Беневенто»      | 14+5      | 0         |                    | 0                  | 0                  |                      | -                    | -                    |               | -             | -             | 19     | 0      |
| вер. 2017–18               | «Віртус Ентелла»           | B                          | 23+1      | 2         | КІ                 | 0                  | 0                  | -                    | -                    | -                    | -             | -             | -             | 24     | 2      |
| 2018–19                    | «Віртус Ентелла»           | C                          | 33        | 5         | КІ+КІ-C            | 3+0                | 0                  | -                    | -                    | -                    | СК-C          | 2             | 0             | 38     | 5      |
| Усього за «Віртус Ентелла» | Усього за «Віртус Ентелла» | Усього за «Віртус Ентелла» | 56+1      | 7         |                    | 3                  | 0                  |                      | -                    | -                    |               | 2             | 0             | 62     | 7      |
| Усього за кар'єру          | Усього за кар'єру          | Усього за кар'єру          | 305+10    | 26        |                    | 16                 | 1                  |                      | -                    | -                    |               | 2             | 0             | 333    | 27     |